# Dekanat Wszystkich Świętych

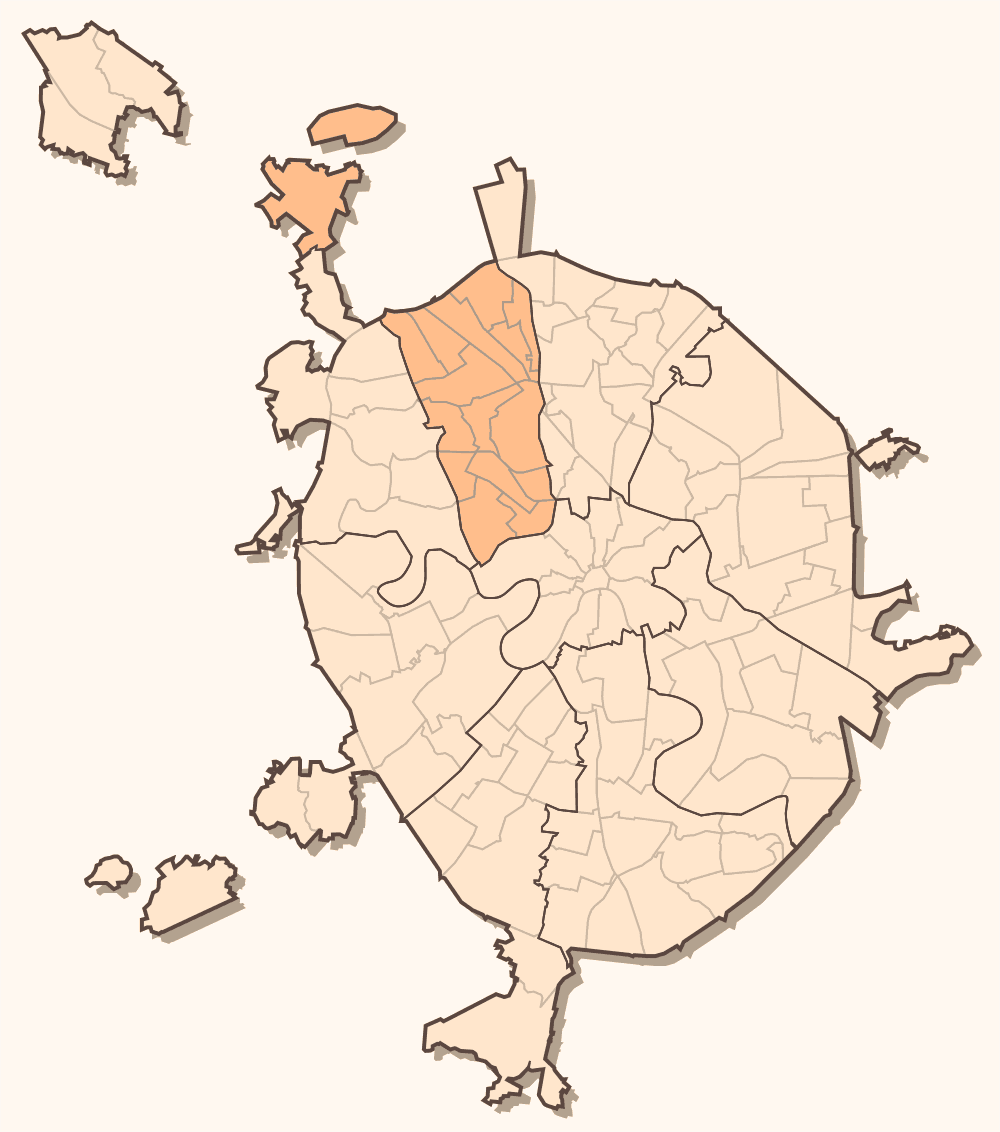
Obszar zajmowany przez dekanat

Dekanat Wszystkich Świętych – jeden z dekanatów eparchii moskiewskiej miejskiej. Obejmuje osiem rejonów Północnego okręgu administracyjnego Moskwy: Aeroport, Biegowoj, Wojkowskij, Choroszewskij, Koptiewo, Sawiołowskij, Sokoł oraz Timiriaziewskij. W 2014 jego dziekanem był protoprezbiter Siergij Dikij.

## Cerkwie w strukturach dekanatu[2]

### Aeroport
- Cerkiew Zwiastowania
- Cerkiew Trójcy Świętej
- Cerkiew św. Serafina z Sarowa, przy domu dziecka
- Cerkiew św. Bonifacego, przy szpitalu psychiatrycznym

### Biegowoj
- Cerkiew Ikony Matki Bożej „Pocieszycielka”
- Cerkiew Świętych Kosmy i Damiana, szpitalna
- Cerkiew Ikony Matki Bożej „Pantanassa”, szpitalna

### Koptiewo
- Cerkiew św. Jerzego
- Cerkiew Czternastu Tysięcy Dzieci Męczenników Zabitych w Betlejem

### Sawiołowskij
- Cerkiew św. Mitrofana z Woroneża
- Cerkiew św. wielkiej księżnej Elżbiety

### Sokoł
- Cerkiew Objawienia Pańskiego
- Cerkiew Wszystkich Świętych
- Kaplica Przemienienia Pańskiego na cmentarzu wojskowym

### Timiriaziewskij
- Cerkiew św. Włodzimierza Ambarcumowa
- Cerkiew św. Dymitra Dońskiego, przy korpusie kadetów
- Cerkiew św. Mikołaja
- Kaplica św. Jana Artobolewskiego, uniwersytecka, domowa